# Доминиканская Республика на летних Олимпийских играх 1996
Доминиканская Республика принимала участие в Летних Олимпийских играх 1996 года в Атланте (США) в девятый раз за свою историю, но не завоевала ни одной медали. Сборную страны представляли 16 участников, из которых 4 женщины.